# 林恩心
林恩心（1996年7月5日—），朝鲜女子举重运动员，2018年亚洲运动会女子69公斤级金牌得主、2018年世界举重锦标赛女子64公斤级银牌得主、2019年世界举重锦标赛女子64公斤级银牌得主。